# Una pupa in libreria
Una pupa in libreria (Stacked) è una sitcom statunitense prodotta dal 2005 al 2006.
La protagonista della serie è Pamela Anderson, la quale veste i panni della provocante commessa di una libreria.
La serie è stata trasmessa in prima visione negli Stati Uniti da Fox, mentre in Italia è andata in onda su Italia 1.

## Trama
Skyler Dayton è una commessa che viene assunta da The Stacks, una libreria gestita dai fratelli Gavin e Stuart Miller. Skyler è reduce da esperienze sentimentali movimentate, e cerca adesso un'occupazione tranquilla. Durante il lavoro si confida spesso con la cinica e pungente Katrina, che lavora nella caffetteria interna. Presenza costante della libreria è l'ex scienziato in pensione Harold March, che dispensa utili consigli a Skyler.

## Episodi
Una pupa in libreria è stata prima sospesa a 5 episodi dal termine della seconda stagione a causa dei bassi ascolti, e poi definitivamente cancellata.
| Stagione         | Episodi | Prima TV originale | Prima TV Italia |
| ---------------- | ------- | ------------------ | --------------- |
| Prima stagione   | 5       | 2005               | 2007            |
| Seconda stagione | 14      | 2005-2006          | 2007            |